# Сутор, Ули
У́ли Су́тор (нем. Uli Sutor; род. 9 мая 1960) — немецкий кёрлингист и тренер по кёрлингу.

## Достижения
- Чемпионат Европы по кёрлингу: золото (1991).
- Чемпионат Германии по кёрлингу среди мужчин: золото (1989)[1].
- Чемпионат Германии по кёрлингу среди смешанных команд: золото (1989, 1990), серебро (1988), бронза (1987)[1].

- Почётный приз Collie Campbell Memorial Award (вручается кёрлингисту, который показывает наилучший уровень игры в кёрлинг и наилучшим образом демонстрирует «дух кёрлинга»): 1986.

## Команды
| Сезон                                          | Четвёртый       | Третий          | Второй            | Первый              | Запасной                              | Турниры              |
| ---------------------------------------------- | --------------- | --------------- | ----------------- | ------------------- | ------------------------------------- | -------------------- |
| 1985—86                                        | Роланд Йенч     | Ули Сутор       | Чарли Капп        | Томас Фогельзанг    | Руди Ибальд тренер: Отто Даниели      | ЧМ 1986 (9 место)    |
| 1986—87                                        | Роланд Йенч     | Ули Сутор       | Чарли Капп        | Томас Фогельзанг    |                                       | ЧЕ 1986 (6 место)    |
| 1988—89                                        | Роланд Йенч     | Ули Сутор       | Чарли Капп        | Томас Фогельзанг    | Андреас Капп                          | ЧМ 1989 (8 место)    |
| 1991—92                                        | Роланд Йенч     | Ули Сутор       | Чарли Капп        | Александер Хухель   | Ули Капп                              | ЧЕ 1991              |
| 1997—98                                        | Роланд Йенч     | Ули Сутор       | Флориан Цёргибель | Андреас Кемпф       | Александер Хухель тренер: Кит Вендорф | ЧМ 1998 (10 место)   |
| 2003—04                                        | Себастьян Шток  | Кристоф Фальк   | Патрик Роффман    | Ули Сутор           |                                       |                      |
| 2011—12                                        | Райнер Шёпп     | Кристоф Фальк   | Ули Сутор         | Карл Стиллер        | Адольф Гейзельхарт                    | ЧМВ 2012 (11 место)  |
| 2012—13                                        | Клаус Унтерштаб | Ули Сутор       | Ленард Шульце     | Матиас Штайнер      | Андреас Хельвиг                       | ЧМВ 2013 (19 место)  |
| 2013—14                                        | Райнер Шёпп     | Джейми Бутен    | Ули Сутор         | Карл Стиллер        | Адольф Гейзельхарт                    | ЧМВ 2014 (10 место)  |
| Кёрлинг среди смешанных команд (mixed curling) |                 |                 |                   |                     |                                       |                      |
| 1989                                           | Ули Сутор       | Анжелика Шеффер | Чарли Капп        | Александра Наттерер |                                       | ЧГСК 1989            |
| 1990                                           | Ули Сутор       | Сюзанн Финк     | Чарли Капп        | Гизела Ибальд       |                                       | ЧГСК 1990            |
| 2006—07                                        | Роланд Йенч     | Даниэла Йенч    | Ули Сутор         | Марика Треттин      | Хельмар Эрлевайн                      | ЧЕСК 2006 (10 место) |

(скипы выделены полужирным шрифтом)

## Результаты как тренера национальных сборных
| Год  | Турнир                                                             | Сборная                  | Место |
| ---- | ------------------------------------------------------------------ | ------------------------ | ----- |
| 2002 | Чемпионат Европы по кёрлингу 2002                                  | Германия (мужчины)       | 1     |
| 2003 | Чемпионат Европы по кёрлингу 2003                                  | Германия (мужчины)       | 6     |
| 2004 | Чемпионат мира по кёрлингу среди мужчин 2004                       | Германия (мужчины)       | 2     |
| 2021 | Кёрлинг на зимних Олимпийских играх 2022 (квалификационный турнир) | Германия (мужчины)       | 9     |
| 2021 | Кёрлинг на зимних Олимпийских играх 2022 (квалификационный турнир) | Германия (женщины)       | 6     |
| 2022 | Чемпионат мира по кёрлингу среди смешанных команд 2022             | Германия (смеш. команда) | 5     |

## Частная жизнь
Глава семьи кёрлингистов: его сыновья Джошуа и Магнус — участники чемпионатов мира и Европы; старшая дочь Ким Сутор (нем. Kim Sutor) — участница Зимних юношеских Олимпийских игр 2020, младшая дочь Джой Сутор (нем. Joy Sutor) играет в команде Ким.